# Лис Василь Михайлович
Василь Михайлович Лис (нар. 5 серпня 1934, с. Домашів Сокальського району Львівської області) — український прозаїк, журналіст, художній документаліст, публіцист. Заслужений журналіст України. Кавалер ордена «За заслуги» III ступеня. Член Полтавської спілки літераторів. Лауреат регіональних літературних премій імені Петра Артеменка та Володимира Малика.

## Життєпис
У 1960 році закінчив факультет журналістики Львівського університету.
Працював у редакціях районних, обласних, окружних (військових) газет. До недавна власний кореспондент «Робітничої газети» в Полтавській і Сумській областях.
Мешкає в м. Полтаві.

## Творчість
Дитяча тематика стала домінуючою в його літературній творчості.

### Доробок
Василь Лис є автором книг (художньо-документальних повістей та оповідань)
- «Глибина» (Київ, 1979),
- «Три жмені цукру» (Київ, 1980),
- «Сині проліски» (Київ, 1983), повість про Героя Радянського Союзу Василя Порика
- «Срібні ключі» (Київ, 1986),
- «Погоня» (Київ, 1989), «Облава» (Полтава, 1994), повість про події Другої світової війни,
- «Довженко в Яреськах» (Полттава, 2008, у співавторстві) та ін.

Повісті, новели та оповідання
- «Рідна моя сторона»,
- «Високе небо»,
- «Слово про Ярослава Шпорту»,
- «Лист до сина»,
- «Постріли на світанні»,
- «Геній з чужим іменем»,
- «Поверхи щастя»

та деякі інші відомі читачам із публікацій у газетах «Молодь України», «Літературна Полтавщина», «Цілком відверто», журналах «Прапор», «Криниця», «Добромисл», у колективній збірці «Сонячні зажинки» (Харків, 1976), антології прози і драматургії полтавських літераторів XX століття «Калинове гроно» (Полтава, 2006).